# Kotajärvi (sjö i Finland, Lappland, lat 66,87, long 24,88)
Kotajärvi är en sjö i Finland. Den ligger i kommunen Pello i landskapet Lappland, i den norra delen av landet, 700 km norr om huvudstaden Helsingfors. Kotajärvi ligger 140,9 meter över havet. Arean är 5,6 hektar och strandlinjen är 1,13 kilometer lång. Sjön  ingår i Torne älvs huvudavrinningsområde. 